# Jetlag Productions
La Jetlag Productions è stato uno studio di animazione statunitense, che similmente alla Golden Films, creò una serie di film d'animazione basati su fiabe e racconti classici per ragazzi, realizzando inoltre alcuni prodotti originali. I film venivano animati in Giappone da KKC&D Asia e Animal Ya, affiancandosi spesso ad altri studi sudcoreani.
Esattamente come per i film della Golden Films, anche i prodotti della Jetlag venivano distribuiti direttamente in VHS dalla GoodTimes Home Video. Con l'avvento del DVD, un nuovo dipartimento della stessa compagnia, GoodTimes Home Entertainment, distribuì i film in questo formato.

## Storia
Jetlag Productions nacque come un piccolo studio di animazione nel 1990, assistendo alla produzione di serie come He-Man, Michel Vaillant - Tute, caschi e velocità, e Conan, finché non entrò in contatto con Joe, Ken, e Stan Cayre (conosciuti artisticamente come Cayre Brothers) della GoodTimes Entertainment. Jetlag Productions rimpiazzò quindi la Golden Films come fornitore di animazione a basso costo per conto della Good Times, in seguito al termine del contratto con il vecchio studio.
Con il nome della loro nuova impresa, i Cayre Brothers produssero Chidlren's Classics una serie di film d'animazione in uno stile simile a quello della Golden Films. A partire dal 1994, Jetlag Productions produsse un totale di diciassette film animati: tredici adattamenti di materiale preesistente, e quattro creazioni originali. Tutti e diciassette i film avevano una durata di circa 45 minuti.
A differenza di Golden Films, Jetlag Production non utilizzava brani di musica classica come colonna sonora dei propri film (ad eccezione di una variazione di Il mattino presente in Heidi). Una serie di composizioni originali vennero invece create appositamente da Andrew Dimitroff. Ciascun film presentava inoltre tre canzoni originali che venivano cantate da diversi interpreti, sia come canzoni di sottofondo che dai personaggi presenti nei film.
Il loro ultimo lavoro fu Il gobbo di Notre Dame, distribuito il 30 aprile 1996, poco prima che GoodTimes si rivolgesse ad una nuova compagnia, Blye Migicovsky Productions, per una nuova linea di prodotti animati. Ai film Jetlag venne ridata nuova vita in DVD nel 2002 all'interno della collana "Collectible Classics" della GoodTimes Entertainment. Le nuove uscite vennero largamente diffuse finché GoodTimes non chiuse per bancarotta nel 2005 e i loro beni non vennero trasferiti alla Gaiam.

## Filmografia

### Fiabe e racconti
- Cenerentola (1994), basato sulla fiaba di Charles Perrault del 1697 e sulla variante dei fratelli Grimm del 1812
- Il libro della giungla (1995), basato sui racconti di "Mowgli" presenti nel romanzo di Rudyard Kipling del 1894
- Cappuccetto Rosso (1995), basato sulla fiaba di Charles Perrault del 1697 e sulla variante dei fratelli Grimm del 1812
- Lo schiaccianoci (1995), basato sul racconto di E. T. A. Hoffmann del 1816
- La bella addormentata (1995), basato sulla fiaba di Charles Perrault del 1697 e sulla variante dei fratelli Grimm del 1812
- Biancaneve (1995), basato sulla fiaba dei fratelli Grimm del 1812

### Miti e leggende
- Pocahontas (1994), conosciuto anche come Le avventure di Pocahontas: principessa indiana, basato sulla vita di Pocahontas
- Hercules (1995), basato sul leggendario eroe della mitologia greca

### Romanzi
- Canto di Natale (1994), basato sul romanzo di Charles Dickens del 1843
- Alice nel paese delle meraviglie (1995), basato sul romanzo di Lewis Carroll del 1865
- Black Beauty (1995), basato sul romanzo di Anna Sewell del 1877
- Heidi (1995), basato sul romanzo di Johanna Spyri del 1880
- Il gobbo di Notre Dame (1996), basato sul romanzo di Victor Hugo del 1831

### Opere originali
- Happy, il coniglietto più piccino (1994), scritto da Larry Hartstein
- Leo il leone - Re della giungla (1994), scritto da George Bloom
- Curly, the Littlest Puppy (1995), scritto da Larry Hartstein
- Magic Gift of the Snowman (1995), scritto da Larry Hartstain

### Serie TV
- He-Man (1990)
- Michel Vaillant - Tute, caschi e velocità (1990)
- Conan (1992)